# 1TYM
1TYM (hangul: 원타임) foi um quarteto de hip hop sul-coreano formado em 1998 pela YG Entertainment. A pronúncia de seu nome é "One Time" uma abreviação de "One Time For Your Mind". Seus ex-integrantes são: Oh Jinhwan, Teddy Park (Park Hong Jun), Song Baekkyoung, e Danny (Im Taebin).

## História

### Formação
Teddy Park e Danny Im cresceram em Los Angeles, Estados Unidos, e foram descobertos lá quando ainda eram adolescentes, por um produtor que havia trabalhado com Yang Hyun-suk. Após a audição feita por Yang, os dois assinaram contrato com sua nova gravadora, a YG Entertainment, e mudaram-se para a Coreia do Sul.Teddy, Danny, e os rappers Jinhwan e Baekyoung, estrearam através do grupo 1TYM em 1998, com o álbum One Time for Your Mind. Ele tornou-se um dos álbuns mais vendidos do ano e recebeu diversos prêmios importantes.

### Pausa e atividades pessoais
O 1TYM entrou em uma pausa programa em 2006, devido ao serviço militar obrigatório de Oh. Embora nunca tenham se separado oficialmente, eles não se apresentaram mais como um grupo desde então. Sua última apresentação foi em 2008, quando foram os convidados da turnê japonesa Stand Up, de seus companheiros de empresa Big Bang.  
Oh e Song deixaram a indústria do entretenimento, se casaram e começaram suas próprias famílias. Song fez uma aparição no programa Radio Star da MBC em 2017, ao lado de colegas cantores como Joon Park e Kim Tae-woo do g.o.d e Jun Jin do Shinhwa. Ele afirmou que ele e Oh eram parceiros de negócios e administram um restaurante juntos. Já Danny Im lançou o álbum Taebin of 1TYM em 2004. Em setembro de 2012, ele iniciou sua carreira como apresentador no programa intitulado Danny From L.A. e tornou-se pai de dois filhos, enquanto Park se converteu em um dos principais produtores e compositores da YG Entertainment desde 2007 até os dias atuais.

## Integrantes
- Oh Jin-hwan – rap
- Teddy Park – rap
- Song Baek-kyoung – rap
- Danny – vocais

## Discografia

### Álbuns de estúdio
| Título                 | Detalhes do álbum | Melhores posições nas paradas | Vendas          |
| Título                 | Detalhes do álbum | COR                           | Vendas          |
| ---------------------- | --- | ----------------------------- | --------------- |
| One Time For Your Mind | - Lançamento: 15 de novembro de 1998 - Gravadora: YG Entertainment - Formatos: CD, cassette Lista de faixas 1. 1TYM 2. 널 일으켜 (Get Up) 3. 탈출 (Escape) 4. Good Love 5. Falling In Love 6. 뭘 위한 세상인가 (What Is This World For) 7. My Life 8. Heaven 9. 나를 기다려 (Wait for Me) | 6                             | - COR: 232,418+ |
| 2nd Round              | - Lançamento: 21 de abril de 2000 - Gravadora: YG Entertainment - Formatos: CD, cassette Lista de faixas 1. 악 (Ack) 2. 흑과백 (Black and White) 3. Ready Or Not Yo! 4. 쾌지나 칭칭 (It Passes) 5. 구제불능 (Impossible Relief) 6. One Love 7. 21세가기란게 뭐야 (What Does 21st Century Mean) 8. 1TYMillenium 9. 향해가 (Headed That Way) 10. 너와나 우리 영원히 또 하나 (You and Me, Us Forever As One!) | 6                             | - COR: 275,618+ |
| Third Time Fo Yo' Mind | - Lançamento: 13 de dezembro de 2001 - Gravadora: YG Entertainment - Formatos: CD, cassette Lista de faixas 1. Nasty 2. Hello 3. 우와 (Wow) 4. Make it Last 5. 어젯밤 이야기 (Last Night Story) 6. Hip Hop Kids 7. 어머니 (Mother) 8. 버스 (Bus) 9. Sucka Busta | 12                            | - COR: 128,924+ |
| Once N 4 All           | - Lançamento: 26 de novembro de 2003 - Gravadora: YG Entertainment - Formatos: CD, cassette Lista de faixas 1. Freeflo 2. Uh-oh 3. 떠나자 (Set It Off) 4. Hot 뜨거 5. Without You 6. Cry 7. Danny’s Interlude 8. Everyday and Night 9. Kiss Me 10. It’s Over 11. Teddy’s Interlude 12. Ok (feat. Perry & Lexy) 13. Put'Em Up | 4                             | - COR: 110,348+ |
| One Way                | - Lançamento: 1 de novembro de 2005 - Gravadora: YG Entertainment - Formatos: CD, cassette Lista de faixas 1. One Way (Intro) 2. 니가 날 알어 (Do You Know Me?) 3. 어쩔겁니까 (What You Gunna Do?) 4. 몇 번이나 (How Many Times?) 5. The Instruction (Interlude) 6. 위험해 (Danger) 7. Summer Night (feat. Big Mama) 8. Can’t Let U Go 9. Take It Slow 10. Supa Funk 11. Get Them Hands Up 12. How It Go 13. Hippy To Da Happa (Outro) 14. 어쩔겁니까 (What You Gunna Do?) (YG Remix) 15. 니가 날 알어 (Do You Know Me?) (instrumental) | 4                             | - COR: 34,119+  |

### Videos musicais
| Ano  | Álbum                  | Título                                                    |
| ---- | ---------------------- | --------------------------------------------------------- |
| 1998 | One Time for Your Mind | 1TYM (One Time for Your Mind)                             |
| 1998 | One Time for Your Mind | Good Love                                                 |
| 2000 | 2nd Round              | One Love                                                  |
| 2000 | 2nd Round              | 너와나 우리 영원히 또 하나! (You And Me Together Forever) |
| 2001 | Third Time Fo Yo' Mind | Nasty                                                     |
| 2001 | Third Time Fo Yo' Mind | Make It Last                                              |
| 2001 | Third Time Fo Yo' Mind | 어머니 (Mother)                                           |
| 2003 | Once N 4 All           | Hot 뜨거 (Hot)                                            |
| 2003 | Once N 4 All           | Without You (Feat. Park Han Byul)                         |
| 2003 | Once N 4 All           | 울고싶어라 (Cry)                                          |
| 2005 | One Way                | Do You Know Me?                                           |
| 2005 | One Way                | How Many Times?                                           |
| 2005 | One Way                | Can't Let U Go                                            |

## Prêmios

### KMTV Music Awards
| Ano  | Prêmio                    | Resultado |
| ---- | ------------------------- | --------- |
| 1998 | Melhor Artista de Hip Hop | Venceu    |
| 2002 | Melhor Artista de Hip Hop | Venceu    |

### Golden Disk Awards
| Ano  | Prêmio        | Resultado |
| ---- | ------------- | --------- |
| 1998 | Rookie do Ano | Venceu    |

### SBS Music Awards
| Ano  | Prêmio                    | Resultado |
| ---- | ------------------------- | --------- |
| 1998 | Rookie do Ano             | Venceu    |
| 2000 | Melhor Artista de Hip Hop | Venceu    |
| 2002 | Melhor Artista de Hip Hop | Venceu    |

### Vitórias em programas de música
| Ano  | Data            | Canção                          | Programa              |
| ---- | --------------- | ------------------------------- | --------------------- |
| 1999 | 24 de janeiro   | "1TYM (One Time For Your Mind)" | The Music Trend (SBS) |
| 1999 | 07 de fevereiro | "1TYM (One Time For Your Mind)" | The Music Trend (SBS) |
| 2000 | 22 de julho     | "Quejina Ching Ching"           | Music Camp (MBC)      |
| 2000 | 29 de julho     | "Quejina Ching Ching"           | Music Camp (MBC)      |
| 2000 | 04 de agosto    | "Quejina Ching Ching"           | Music Camp (MBC)      |
| 2000 | 04 de junho     | "One Love"                      | The Music Trend (SBS) |
| 2004 | 01 de fevereiro | "HOT"                           | The Music Trend (SBS) |
| 2004 | 08 de fevereiro | "HOT"                           | The Music Trend (SBS) |
| 2004 | 22 de fevereiro | "HOT"                           | The Music Trend (SBS) |
| 2004 | 21 de fevereiro | "HOT"                           | Music Camp (MBC)      |
| 2004 | 28 de fevereiro | "HOT"                           | Music Camp (MBC)      |